# زن مطلقه (فیلم ۱۹۱۹)
زن مطلقه (انگلیسی: The Divorcee) یک فیلم به کارگردانی هربرت بلاشی است که در سال ۱۹۱۹ منتشر شد. از بازیگران آن می‌توان به اتل باریمور، ریکا آلن و جوزف کیلگور اشاره کرد.